# Goleniów Park Przemysłowy
Goleniów Park Przemysłowy – przystanek osobowy na linii kolejowej nr 401 w Łozienicy w gminie Goleniów, tuż przy Goleniowskim Park Przemysłowym, pomiędzy stacją Goleniów i przystankiem osobowym Rurka. Budowa przystanku została realizowana w ramach projektu budowy Szczecińskiej Kolei Metropolitalnej. Przy przystanku wybudowane zostały parkingi Park&Ride oraz Bike&Ride i przystanki autobusowe. Otwarcie przystanku planowane było na 2022 rok, jednak nastąpiło 9 czerwca 2024 roku.